# Улица Учёных
Улица Учёных — улица Новосибирского Академгородка. Проходит от Морского проспекта до перекрёстка с Академической улицей и улицей Воеводского. Проложена при создании Новосибирского Академгородка в 1957 году.

## Застройка
Чётная сторона:
- Административное здание с хозяйственным магазином и рестораном (д. 4);
- Два общежития (дома 6 и 8);
- Лицей № 130 имени академика М. А. Лаврентьева (д. 10);

Нечётная сторона:
- Жилые четырёхэтажные дома (дома 3; 5; 7; 9)[1].